# Jablonov nad Turňou
Jablonov nad Turňou (Hongaars: Szádalmás) is een Slowaakse gemeente in de regio Košice. Ze maakt deel uit van het district Rožňava en telt 736 inwoners op 31 december 2020.

## Ligging
De gemeente is gelegen in de vallei van de Slowaakse Karst, dichtbij Hongarije. Ze grenst aan de volgende plaatsen:
- in het noorden aan Drnava en Kováčová,
- in het oosten aan Hrhov,
- in het zuiden aan Bódvaszilas en Szöliget,
- in het westen aan Hrušov,
- in het noordwesten aan Lipovník.

Jablonov nad Turňou ligt aan de westelijke kant van het stroomgebied van de Turňa die ten zuiden van het dorp stroomt.
Het dorpscentrum ligt ten zuiden van de spoorlijn Košice-Rožňava, op een hoogte van 241 meter boven de zeespiegel, op een afstand van 17 kilometer van Rožňava en 52 kilometer van Košice.

## Geschiedenis

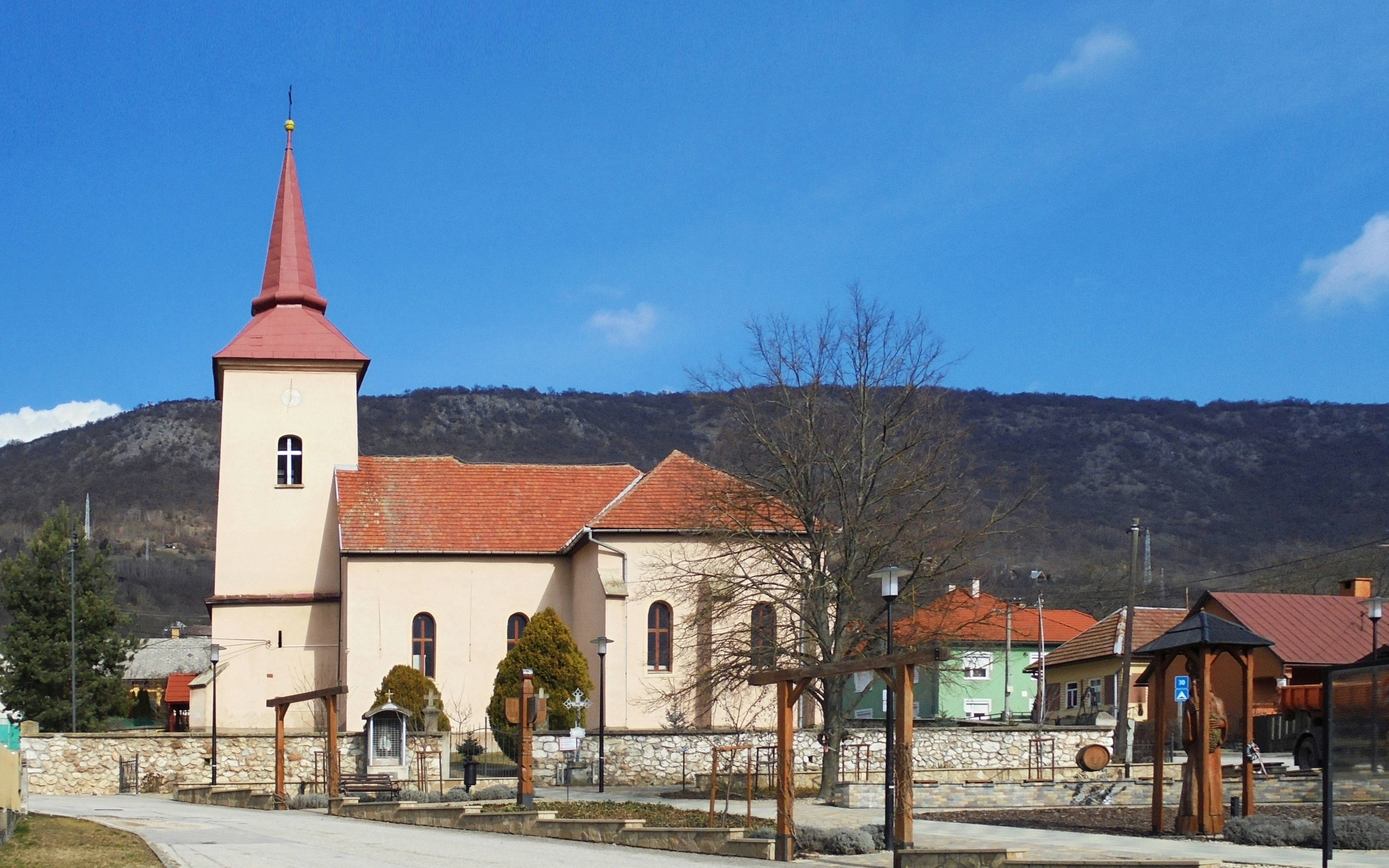
Rooms-katholieke Heilige Drievuldigheidskerk (14e eeuw) in het centrum van de gemeente.

Het dorp wordt al sinds de prehistorie bewoond. Sporen van menselijke nederzettingen uit het neolithicum en uit de bronstijd werden gevonden op een heuvel ten zuidoosten van het dorp, en eveneens ten noorden ervan, in de wijngaarden bij Jablonovska vyvieračka.
De plaats werd voor het eerst vermeld als "Almás" in 1234 en werd waarschijnlijk gesticht in de 13e eeuw. Het dorp werd schriftelijk vermeld in de jaren 1332-1335 als nederzetting met een parochiekerk.
In 1430 stond het bekend als Almá (van oud-Turkse oorsprong), later nogmaals onder de Hongaarse namen "Almás" en "Szádalmás".
Vervolgens werd het eigendom van de Plešivec-tak van de familie Bebeks. Daarna ressorteerde het onder de Sádvár-burcht in Hongarije. Anno 1720 woonden er 43 families in het dorp, waaronder 30 horige families. In 1828 waren er 136 huizen met 695 bewoners die zich bezig hielden met landbouw, fruit- en druiventeelt.
In 1920 veranderde het dorp zijn naam in "Jablonov" en in 1927 in "Jablonov nad Turňou". 
De Hongaarse leraar en geograaf, András K. Vályi (°Miskolc, 30 november 1764 - † Pest, 2 december 1801) schreef aan het einde van de 18e eeuw: « ALMÁS: Hongaarse dorp ..., genoemd naar Almássai, landheer hertog Eszterházy Uraság ..., de inwoners zijn katholiek. Het dorp ligt op een prachtige plek in een vallei. Het veld van Határbéli brengt alle soorten graan op, ... ook jonge kuikens...Ostálybéli-wijn en eikels. Bij de verkoop is er een goede opbrengst. Er is voldoende weiland en er zijn alle soorten bomen... en rijke fruittuinen... ».
De Hongaarse statisticus en lid van de Hongaarse Academie van Wetenschappen, Fényes Elek (°Ciocaia, 7 juli 1807 – † Újpest, 23 juli 1876) schreef over het dorp in zijn geografische boek van 1851: « Almás, Hongaars dorp, in het comitaat Abaúj-Torna, ten westen van Torna: 390 katholieken, 298 evangelisch hervormde kerkgezinden, 19 Joodse inwoners. Katholieke tempel. Een ruime wijngaard. Veel fruit, vooral pruimen en appels. De vruchtbare grond brengt goede maïs en kool voort. Het weiland kan twee keer worden gemaaid en er is een bos. Het dorp ligt in de diepe vallei van Torna. De nationale weg die van Košice naar Rožňava leidt, brengt ons hierheen... ».
Tot 1918/1919 was Jablonov nad Turňou ingedeeld bij het comitaat Abaúj-Torna (voorheen: comitaat Torna) van het Koninkrijk Hongarije. Vanaf het einde van de Eerste Wereldoorlog werd de plaats overgeheveld naar de Eerste Tsjecho-Slowaakse Republiek. Van 1938 tot 1945 maakte ze wederom deel uit van Hongarije, nadien van Tsjecho-Slowakije, en ten slotte van Slowakije.

## Bevolking

### Nationaliteit en/of taal

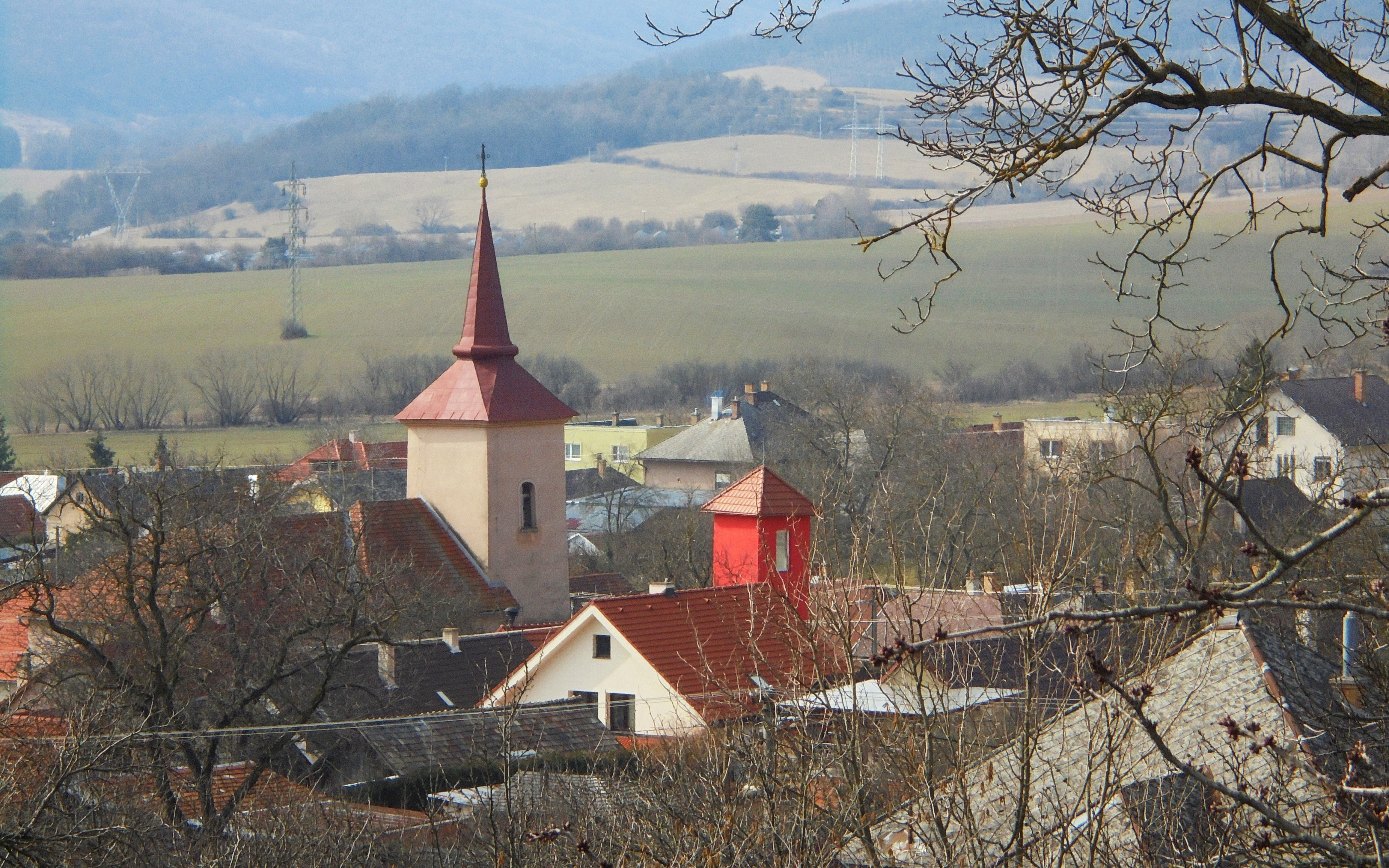
Heilige Drievuldigheidskerk. Zicht vanop de hoogvlakte.

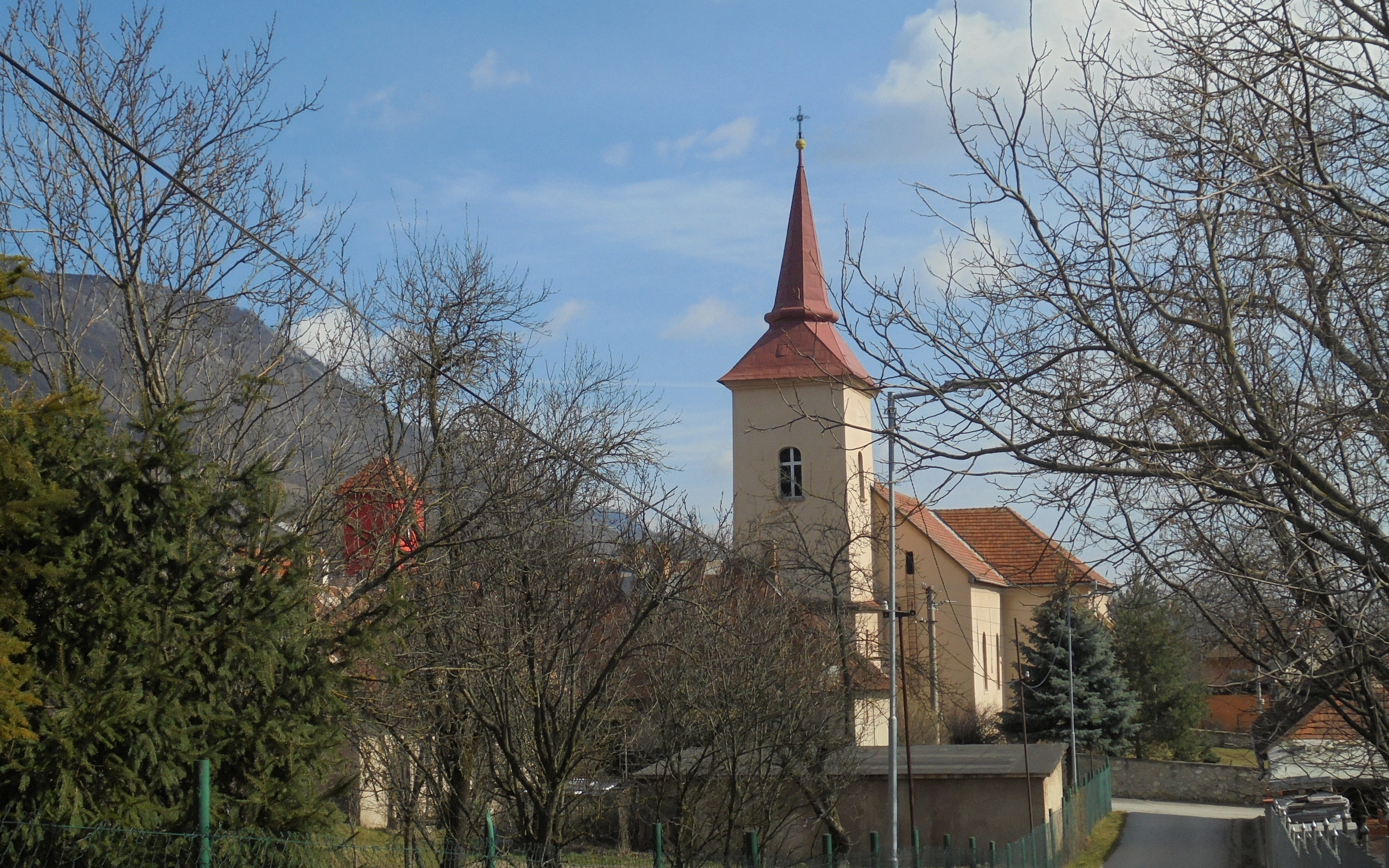
Heilige Drievuldigheidskerk.

Ingevolge de ligging van het dorp nabij de Hongaarse grens, heeft de meerderheid het Hongaars als moedertaal.
| Jaar | Inwoners | Nationaliteit en/of taal               |
| ---- | -------- | -------------------------------------- |
| 1880 | 801      | • Slowaken: 17 • Hongaren: 752         |
| 1890 | 832      | • Slowaken: 11 • Hongaren: 820         |
| 1900 | 910      | • Slowaken: 9 • Hongaren: 910          |
| 1910 | 853      | • Hongaren: 851                        |
| 1921 | 921      | • Slowaken: 42 • Hongaren: 862         |
| 1930 | 891      | • Tsjecho-Slowaken: 86 • Hongaren: 891 |
| 1941 | 877      | • Hongaren: 877                        |
| 1970 | 981      | • Slowaken: 142 • Hongaren: 835        |
| 1980 | 903      | • Slowaken: 96 • Hongaren: 796         |
| 1991 | 876      | • Slowaken: 96 • Hongaren: 776         |
| 2001 | 860      | • Slowaken: 108 • Hongaren: 746        |
| 2011 | 808      | • Slowaken: 129 • Hongaren: 650        |

### Religie
Aantal gelovigen volgens gezindte:
- Hervormde Kerk: 378 personen

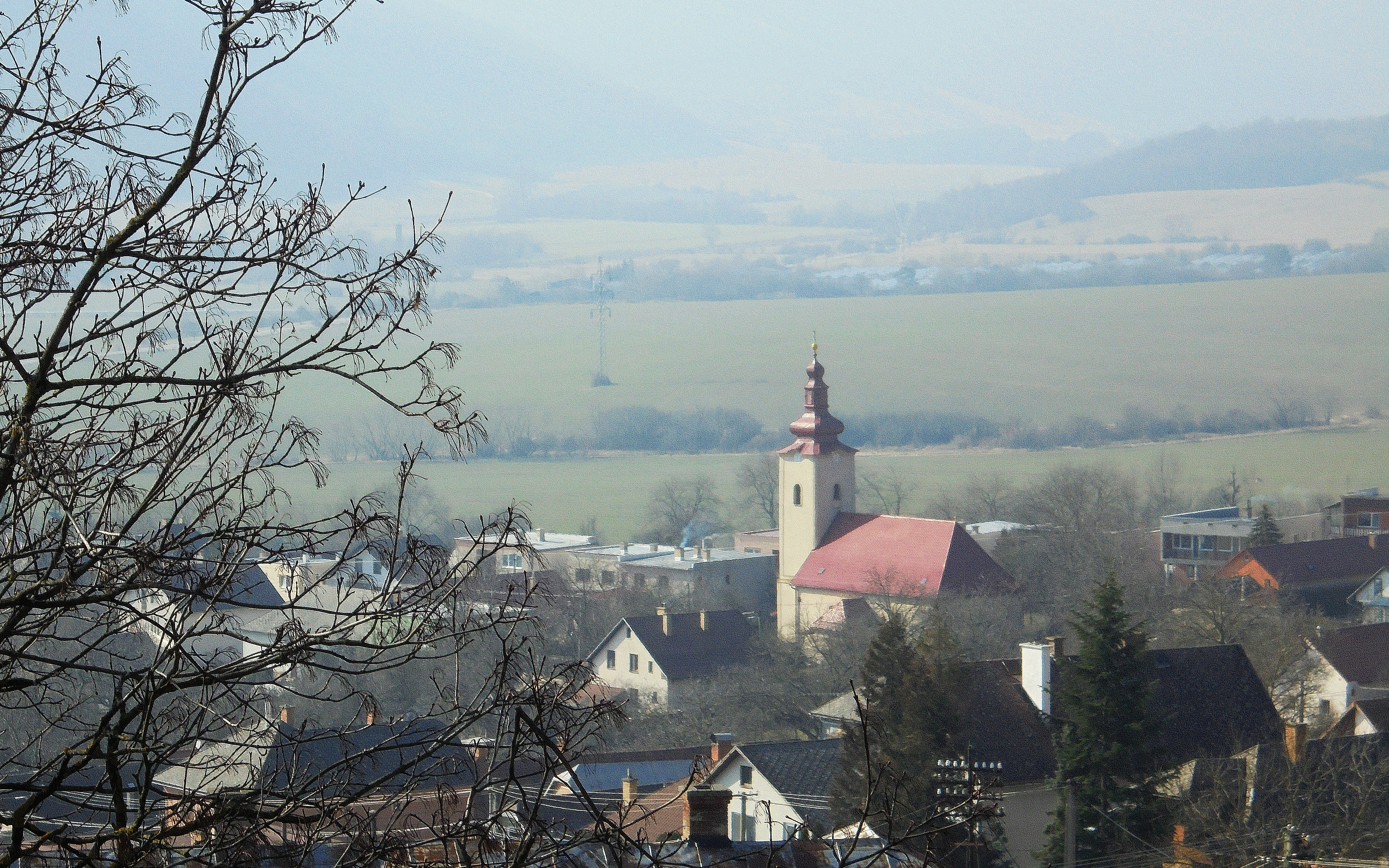
Hervormde kerk uit de 19e eeuw. Zicht vanop de hoogvlakte.

- Rooms-Katholieke Kerk: 335 inwoners
- Grieks-Katholieke Kerk: inwoners
- Evangelisch-Methodistische Kerk: 5 personen
- Orthodoxe Kerk: 2 personen
- Zonder religie: 25 inwoners
- Geen mededeling: 49 personen

### Personaliteiten

#### Ingeboren
- Anno 1754: de gereformeerde predikant János Szalay[3]
- 5 augustus 1934: István Kardos, socioloog, lokale historicus en schrijver[3].

#### Ingezeten
Ferenc Antal Draveczky (Varaždin, °12 juni 1725 - Trnava, † 18 juni 1802) was een doctor in de theologie en proost-kanunnik van Esztergom.

## Bezienswaardigheden

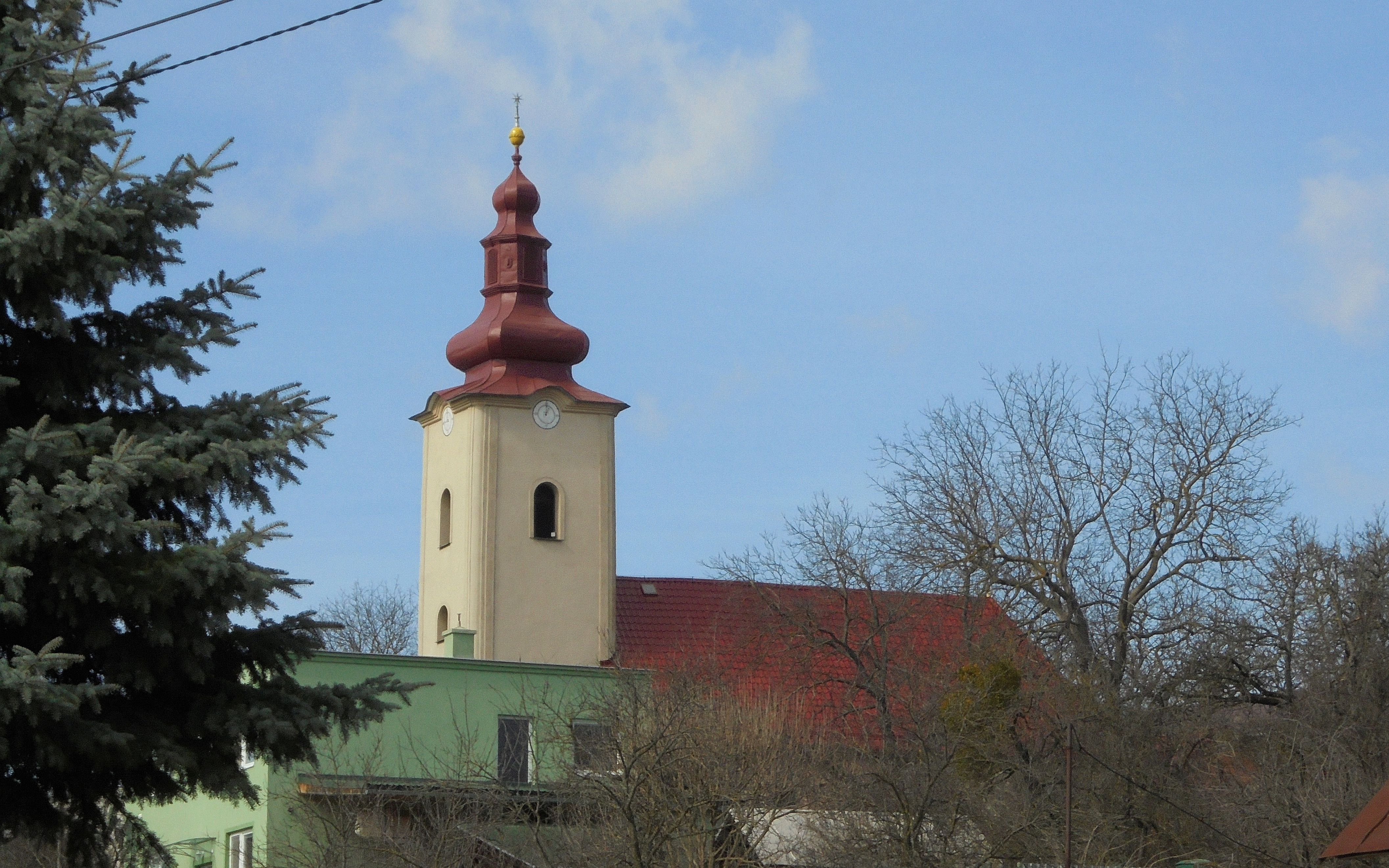
Hervormde kerk in neo-classicistische stijl.

- 14e-eeuwse rooms-katholieke kerk van de Heilige Drievuldigheid. Deze kerk was oorspronkelijk in de gotische stijl gebouwd, maar onderging omstreeks 1910 verbouwingen na een brand[1]. Op de gewelven ziet men  schilderingen van J. Adam uit Rožňava, uit de eerste helft van de 20e eeuw[6].
- Hervormde kerk in neo-classicistische stijl uit de late jaren 1800. De toren werd in het begin van de 19e eeuw gebouwd[3].
- Ten zuiden van het dorp ligt een 100 meter diepe grot Obrovská priepasť[7]. Deze bezienswaardigheid -nabij de grens met Hongarije- is ongeveer 2 miljoen jaar geleden gevormd en is opgenomen in de UNESCO-werelderfgoedlijst als onderdeel van de Aggtelek Karst- en Slowaakse Karst-grotten[3].
- Woonhuizen uit de 18e en 19e eeuw[2].

## Openbaar vervoer

### Autobus
Op de werkdagen -van maandag tot vrijdag- is er een verbinding per autobus tussen Jablonov nad Turñou en onder meer het autobusstation van Rožňava.
Op feestdagen en tijdens de weekends is de autobusdienst uiterst schaars of onbestaande.